# Bombard (mobilspel)
Bombard är ett svenskt action/pusselspel för mobiler och Mac-datorer, där spelaren använder en katapult för att skjuta iväg stenar eller bomber mot vaser och glasrutor som är utplacerade i varierande formationer med syftet att förstöra dessa på spelplanen. Spelet är utvecklat av det före detta svenska spelföretaget Reaper Produktion. Den första versionen av spelet lanserades för Apples iOS i december 2011 och har sedan dess haft över 700 000 nerladdade exemplar via Apples App Store för Mac och IOS samt Google Play Store. Bombard är sedan ett tag tillbaka bortplockat från både Mac App Store och IOS App Store men finns kvar i Google Play Store.

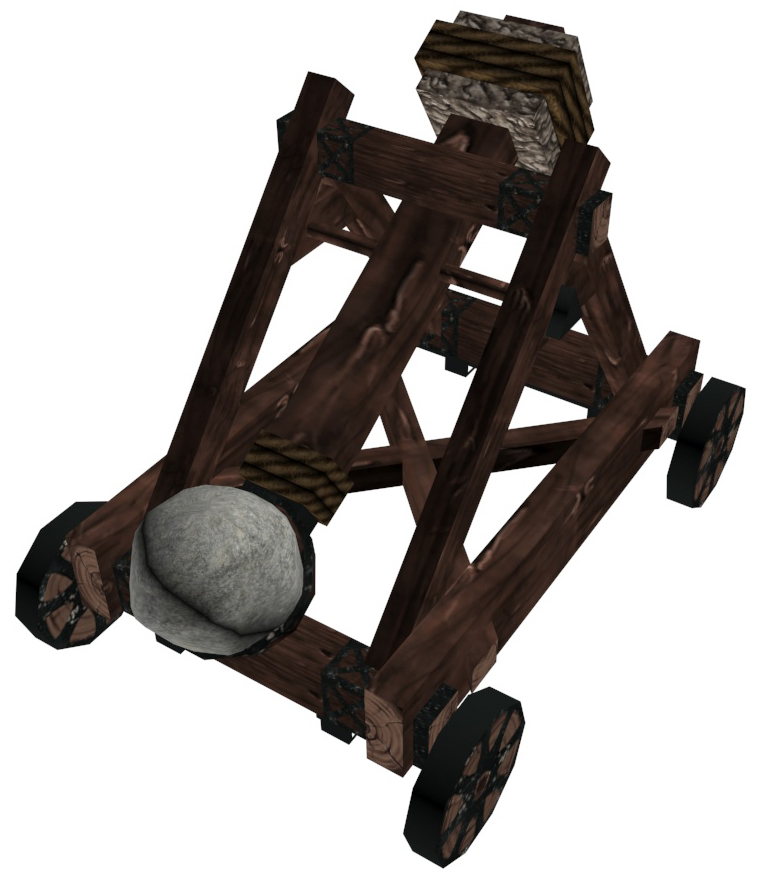
The catapult from the game Bombard.

## Spelsystem
I spelet tar spelaren kontroll över en katapult som ska förstöra vaser och glasrutor genom att lösa pussel, välja rätt ammunition för rätt utmaning, vara noga med siktet och hur mycket kraft katapulten ska skjuta med. I början av spelet är banorna ganska statiska med sina stillastående vaser och fasta ställningar med glasrutor, men det förändras ganska snabbt till karuselliknande konstruktioner där både vaser och glasrutor förflyttar sig i en rask takt över spelplanen.

## Områden
I bombard finns det 3 olika områden, Island, Village och Castle. Varje område är utrustat med 15 banor + 3 bonusbanor.

## Reaper Production
Reaper Produktion är nerlagt sedan 2013.